# Берло (коммуна)
Берло́ (фр. Berloz, валлон. Bierlô, нидерл. Berlo) — коммуна в Валлонии, расположенная в провинции Льеж, округ Варем. Принадлежит Французскому языковому сообществу Бельгии. На площади 14,49 км² проживают 2 781 человек (плотность населения — 192 чел./км²), из которых 49,44 % — мужчины и 50,56 % — женщины. Средний годовой доход на душу населения в 2003 году составлял 12 588 евро.
Почтовый код: 4257. Телефонный код: 019.